# Ropalodontus lawrencei
Ropalodontus lawrencei es una especie de coleóptero de la familia Ciidae.

## Distribución geográfica
Habita en Tailandia.